# Championnat d'Irlande du Nord de football 1984-1985
Navigation
Édition précédente Édition suivante
Le 83e Championnat d'Irlande du Nord de football se déroule en 1984-1985. Linfield FC remporte son trente-septième titre (le quatrième consécutif) titre de champion d’Irlande du Nord avec trois points d’avance sur le deuxième Coleraine FC. Glentoran FC, complète le podium.  
Aucun système de promotion/relégation n’est mis en place.
Avec 34 buts marqués,   Martin McGaughey  de Linfield FC remporte pour la deuxième fois consécutive le titre de meilleur buteur de la compétition.

## Les 14 clubs participants
| Club                           | Stade                 | Capacité | Ville         |
| ------------------------------ | --------------------- | -------- | ------------- |
| Ards Football Club             | Castlereagh Park      | 8 000    | Newtownards   |
| Ballymena United Football Club | The Showgrounds       | 7 500    | Ballymena     |
| Bangor Football Club           | Clandeboye Park       | 4 000    | Bangor        |
| Carrick Rangers Football Club  | Taylor's Avenue       | 6 000    | Carrickfergus |
| Cliftonville Football Club     | Solitude              | 7 200    | Belfast       |
| Coleraine Football Club        | The Showgrounds       | 6 600    | Coleraine     |
| Crusaders Football Club        | Seaview               | 9 100    | Belfast       |
| Distillery Football Club       | New Grosvenor Stadium | 8 000    | Lisburn       |
| Glenavon Football Club         | Mourneview Park       | 7 300    | Lurgan        |
| Glentoran Football Club        | The Oval              | 14 100   | Belfast       |
| Larne Football Club            | Inver Park            | 6 000    | Drumahoe      |
| Linfield Football Club         | Windsor Park          | 20 500   | Belfast       |
| Newry Town Football Club       | The Showgrounds       | 6 500    | Newry         |
| Portadown Football Club        | Shamrock Park         | 5 800    | Portadown     |

## Compétition

### Classement
Le classement est établi sur le barème de points classique (victoire à 2 points, match nul à 1, défaite à 0).
| Rang | Équipe           | Pts | J  | G  | N  | P  | Bp | Bc | Diff |
| ---- | ---------------- | --- | -- | -- | -- | -- | -- | -- | ---- |
| 1    | Linfield FC T    | 39  | 26 | 17 | 5  | 4  | 70 | 22 | +48  |
| 2    | Coleraine FC     | 36  | 26 | 14 | 8  | 4  | 56 | 31 | +25  |
| 3    | Glentoran FC C   | 34  | 26 | 14 | 6  | 6  | 53 | 26 | +27  |
| 4    | Portadown FC     | 30  | 26 | 13 | 4  | 9  | 33 | 29 | +4   |
| 5    | Cliftonville FC  | 28  | 26 | 10 | 8  | 8  | 37 | 36 | +1   |
| 6    | Crusaders FC     | 28  | 26 | 9  | 10 | 7  | 34 | 37 | -3   |
| 7    | Glenavon FC      | 26  | 26 | 11 | 4  | 11 | 45 | 54 | -9   |
| 8    | Ballymena United | 25  | 26 | 9  | 7  | 10 | 37 | 36 | +1   |
| 9    | Distillery FC    | 24  | 26 | 8  | 8  | 10 | 35 | 41 | -6   |
| 10   | Larne FC         | 22  | 26 | 10 | 2  | 14 | 37 | 47 | -10  |
| 11   | Ards FC          | 21  | 26 | 8  | 5  | 13 | 32 | 40 | -8   |
| 12   | Newry Town       | 20  | 26 | 7  | 6  | 13 | 39 | 57 | -18  |
| 13   | Bangor FC        | 19  | 26 | 5  | 9  | 12 | 24 | 39 | -15  |
| 14   | Carrick Rangers  | 12  | 26 | 3  | 6  | 17 | 24 | 62 | -38  |

| Légende : Qualifications et relégations | Légende : Qualifications et relégations                                      |
| --------------------------------------- | ---------------------------------------------------------------------------- |
|                                         | Coupe d'Europe des Clubs champions 1985-1986                                 |
|                                         | Coupe d'Europe des vainqueurs de coupe 1985-1986                             |
|                                         | Coupe UEFA 1985-1986                                                         |
|                                         | Relégation en deuxième division                                              |
|                                         | T : Tenant du titre C : Vainqueurs de la Coupe d'Irlande du Nord de football |

## Bilan de la saison
| Tableau d'Honneur                         |             |
| Compétition                               | Vainqueur   |
| Championnat d'Irlande du Nord de football | Linfield FC |
| Coupe d'Irlande du Nord de football       | Glentoran   |

| Promotions et relégations |       |
| Relégués                  | Aucun |
| Promus                    | Aucun |

## Statistiques

### Meilleur buteur
1. Martin McGaughey, Linfield FC, 34 buts